# マラガシ共和国

マラガシ共和国
Repoblika Malagasy (マダガスカル語)
République malgache (フランス語)

国歌: Ry Tanindrazanay malala ô!（マダガスカル語）
おお、我が愛しき祖国よ

マラガシ共和国（マラガシきょうわこく、マダガスカル語: Repoblika Malagasy、フランス語: République malgache、またはマダガスカル共和国）は、1975年に社会主義国の宣言がされるまで存在した国家である。
1958年に新設されたフランス共同体の自治共和国として設立され、1960年6月26日に完全な独立を果たした。1975年6月15日にディディエ・ラツィラカが新たに大統領に就任し、マダガスカル民主共和国として社会主義国家を宣言したことで、第一共和国は廃止された。